# پشت‌درب وسطی
پشت‌درب وسطی، روستایی از توابع بخش عقیلی شهرستان گتوند در استان خوزستان ایران است.

## جمعیت
این روستا در دهستان عقیلی شمالی قرار دارد و براساس سرشماری مرکز آمار ایران در سال ۱۳۸۵، جمعیت آن ۱۹۶ نفر (۳۰خانوار) بوده‌است.
دکترغفار پوربختیاراستاددانشگاه و نویسنده وپژوهشگرتاریخ معاصرایران وبختیاری‌شناس برجسته درهمین روستادیده به دنیاگشود.